# Heposelkä (del av en sjö)
Heposelkä är en del av en sjö i Finland. Den ligger i Libelits kommun i landskapet Norra Karelen, i den sydöstra delen av landet, 400 km nordost om huvudstaden Helsingfors. Heposelkä ligger 61 meter över havet.